# 47-50街-洛克斐勒中心車站
47-50街-洛克斐勒中心車站（英語：47th–50th Streets–Rockefeller Center station）是紐約地鐵IND第六大道線的一個快車地鐵站。設有D線（任何時候停站）、F線（任何時候停站）、B線（僅平日停站）和M線（僅平日停站）列車服務。

## 歷史
47-50街-洛克斐勒中心車站作為IND第六大道線延長到西四街-華盛頓廣場的一部分啟用，在北面與IND皇后林蔭路線。快車服務在西四街至34街的快車軌道以及克里斯蒂街連接完工後的1967年開始。

## 車站結構
| G        | 街道層                                       | 出入口                                                                                          |
| M        | 夾層                                         | 閘機、車站詢問處、透過地下商場與洛克斐勒中心連接 升降機位於第六大道及49街西北角                 |
| P 月台層 | 南行快速                                     | 平日往布萊頓海灘（42街-布萊恩特公園） · 經BMT西城線往康尼島-斯提威爾大道（42街-布萊恩特公園）   |
| P 月台層 | 島式月台，普通列車右側開門，快速列車左側開門 |                                                                                                 |
| P 月台層 | 南行                                         | 經IND卡爾弗線往康尼島-斯提威爾大道（42街-布萊恩特公園） · 平日往百老匯交匯（42街-布萊恩特公園） |
| P 月台層 | 北行快速                                     | 繁忙時段往貝德福德公園林蔭路、日間晚上往145街（第七大道） · 往諾伍德-205街（第七大道）          |
| P 月台層 | 島式月台，快速列車右側開門、普通列車左側開門 |                                                                                                 |
| P 月台層 | 北行                                         | 往牙買加-179街（57街） · 平日往森林小丘-71大道（第五大道/53街）                                 |

此站設有兩個島式月台和四條軌道，一如大部份快車地鐵站，但軌道配置卻不尋常。上城側如傳統外側慢車、內側快車，但下城側卻反過來（內側慢車、外側快車）。這是為了避免與IND皇后林蔭路線出現平交道，該線與IND第六大道線在此站以北垂直。由布朗克斯開抵的快速列車通過IND第八大道線前往連接線，而來往皇后區的普通列車途經IND 63街線或53街隧道。車站以南下城慢車軌道下穿快車軌道，然後在42街-布萊恩特公園回到傳統配置。
各月台設有七條樓梯前往夾層，北行月台北端設有活躍的塔，並在南行月台下面縮短了約10英呎。這是為了預留分支往布朗克斯和皇后區的路線。發生緊急事故或需要改道時，快車軌道亦可接上63街隧道。

## 外部連結
- nycsubway.org—IND Sixth Avenue Line: 47th–50th Streets/Rockefeller Center
- Station Reporter — B Train
- 50th Street entrance from Google Maps Street View
- 49th Street entrance from Google Maps Street View（页面存档备份，存于）
- 48th Street entrance from Google Maps Street View（页面存档备份，存于）
- 47th Street entrance from Google Maps Street View
- Platforms from Google Maps Street View （页面存档备份，存于）
- Mezzanine from Google Maps Street View （页面存档备份，存于）